# Kanon Tani
Kanon Tani (谷 花音; 4 maggio 2004) è un'attrice giapponese.

## Filmografia

### Televisione
- Boku no Imōto (ぼくの妹?) (ぼくの妹?) (TBS) (Ep. 3, 3 May 2009)
- Oyaji no Ichiban Nagai Hi (親父の一番長い日?) (親父の一番長い日?) (Fuji TV, 19 June 2009)
- Natsu no Koi wa Nijiiro ni Kagayaku (Natsu no koi wa nijiiro ni kagayaku?) (Natsu no koi wa nijiiro ni kagayaku?) (Fuji TV, 2010)
- Film Factory's series Eigo Rhythm (FILM FACTORY 「えいごリズム」?) (「えいごリズム」?) (TV Tokyo, 3 — 24 March 2010)
- Utsukushi Rinjin (Utsukushii rinjin?) (Utsukushii rinjin?) (Fuji TV, 2011)
- Propose Kyodai (プロポーズ兄弟〜生まれ順別 男が結婚する方法〜?) (プロポーズ兄弟〜生まれ順別 男が結婚する方法〜?) (Fuji TV, 2011)
- Namae o Nakushita Megami (名前をなくした女神?) (名前をなくした女神?) (Fuji TV, 2011)
- Full Throttle Girl (or Zenkai Girl) (Fuji TV, 2011)
- Ikemen Desu ne ({{{2}}}?) ({{{2}}}?) (TBS, 2011) (Ep. 1)
- Renai Neet: Wasureta Koi no Hajimekata ({{{2}}}?) ({{{2}}}?) (TBS, 2012) (Ep. 1)
- Papadol! (Papadol!?) (Papadol!?) (TBS, 2012)
- Mi o Tsukushi Ryōrichō (みをつくし料理帖?) (みをつくし料理帖?) (TV Asahi, 2012)
- Yorozu Uranai Dokoro Onmyōya e Yōkoso (よろず占い処 陰陽屋へようこそ?) (よろず占い処 陰陽屋へようこそ?) (Kansai TV) (Ep. 10, 10 December 2013)
- Yume o Ataeru (夢を与える?) (夢を与える?) (WOWOW, 2015)
- Anohana: The Flower We Saw That Day (Fuji TV, 2015) — Menma (as a child)

### Film
- Jōkyō Monogatari (2013) — Saki
- The Peanuts Movie (2015) — Lucy van Pelt
- Your Name (2016) — Yotsuha Miyamizu
- Lu Over the Wall (2017) — Lu

## Discografia

### Singoli
| No. | Titolo                                                                                                 | Data di realizzazione | Classifiche | Classifiche | Classifiche | Note        |
| No. | Titolo                                                                                                 | Data di realizzazione | JPN Oricon  | JPN Hot 100 | JPN RIAJ    | Note        |
| --- | --- | --------------------- | ----------- | ----------- | ----------- | ----------- |
| 1   | "Toshishita no Otokonoko" (年下の男の子? "Younger Boy") (with Seiran Kobayashi as the duo Star Flower) | 1º agosto 2012        | 62          | —           | —           | Music video |
| 2   | "White Love" (with Seiran Kobayashi as the duo Star Flower)                                            | 26 dicembre 2012      | 131         |             |             | Music video |